# Мирзалиев, Ренат Маарифович
Ренат Маарифович Мирзалиев (род. 24 марта 1982, Днепропетровск) — дзюдоист. Выступал за национальные сборные Украины, России, Азербайджана. Чемпион Европы среди кадетов (1997 год, Лиссабон). Призёр Всемирных юношеских игр (1998 год, Москва). Чемпион мира среди молодёжи (2000 год, Тунис). Бронзовый призёр чемпионата России, чемпион Европы, мастер спорта Украины международного класса. Призёр чемпионата Европы (Париж) и чемпион мира среди ветеранов (Абу-Даби) 2013 года. Тренер.

## Биография
Родился в спортивной семье. Его отец и дед занимались национальной азербайджанской борьбой гюлеш. Дядя по линии мамы был боксёром, а впоследствии первым тренером Виктора Савченко. Отец был большим любителем футбола и назвал сына в честь Рината Дасаева.
В 8 лет его старший брат Руслан Мирзалиев привёл его в секцию дзюдо. В 14 лет Ренат выполнил норматив мастера спорта, а в 18 — мастера спорта международного класса. В 19 лет стал чемпионом Европы.
В 2001 году переехал в Челябинск. Стал бронзовым призёром чемпионата России. Для выступлений за сборную России нужно было разрешение украинской стороны, которая его долго не давала. Когда разрешение было наконец получено, последовала череда травм и он не смог пройти отбор на Олимпиаду 2004 года в Афинах.
В 2007 году вернулся в Днепропетровск. Последовали новые травмы, от которых смог оправиться только в 2010 году, когда пробился в финал Кубка Украины и завоевал Кубок Европы.
В том же году переехал в Баку. Полтора года выступал за команду Азербайджана. Не смог получить путёвку на Олимпиаду 2012 года в Лондоне. В 2012 году вернулся в Днепропетровск. Перешёл на тренерскую работу. Начал выступать в соревнованиях ветеранов. В 2013 году стал бронзовым призёром чемпионата Европы и чемпионом мира.

## Спортивные результаты
- Чемпионат России по дзюдо 2002 года — .